# Grânulo (litologia)
Em litologia, grânulo  é um fragmento de mineral ou de rocha, menor do que o seixo e maior do que areia grossa, e que na escala de Wentworth, de uso principal em sedimentologia, corresponde a um diâmetro maior do que 2 mm e menor do que 4 mm.